# Радехів (ґміна)
Ґміна Радзєхув (пол. Gmina Radziechów) — колишня (1934—1939 рр.) сільська ґміна Радехівського повіту Тарнопольського воєводства Польської республіки (1918—1939) рр. Центром ґміни було місто Радехів.

1 серпня 1934 року було створено ґміну Радзєхув у Радехівському повіті. До неї увійшли сільські громади: Ганунін, Юзефув, Кшиве, Муканє, Нємілув, Ператин і Сьродопольце.
У 1934 році територія ґміни становила 101,31 км². Населення ґміни станом на 1931 рік становило 5478 осіб. Налічувалось 982 житлові будинки.
У 1940 році ґміна ліквідована у зв'язку з утворенням Радехівського району.